# سیتریا
سیتریا (به انگلیسی: Cytherea) (زاده ۲۷ سپتامبر ۱۹۸۱ در سالت‌لیک‌سیتی ایالت یوتا) بازیگر پورنوگرافی و مدل اهل ایالات متحده است. او به خاطر حرکت سکس فواره (به انگلیسی: Squirting) معروف است.
سیتریا نام خدای عشق، زیبائی و موسیقی در یونان باستان است. او گروهی در سایت یاهو دارد که اقدام به جذب و استخدام دختران به صنعت پورنوگرافی می‌کند. او کارش را در صنعت پورنو گرافی در سال ۲۰۰۳ شروع کرد و تاکنون در بیشتراز ۴۰۰ فیلم حضور داشته‌است. اولین صحنه‌ای که در آن ظاهر شد به همراه تایس بون (به انگلیسی: Tyce bune) در فیلم هرگز قبلاً این کار را نکرده‌ام (به انگلیسی: I've Never Done That Before) بود. شرکت الگانت آنجلز در سری فیلم‌هایی با موضوع سکس فواره از او استفاده کرد.
در سال ۲۰۰۴ سیتریا کمپانی فیلم خودش را با نام سیتریا پروداکشن تأسیس کرد. و در سال ۲۰۰۵ برنده جایزه بهترین ستاره ریزنقش درفستیوال AVN شد. او حضور فعالی در شوهای تلویزیونی دارد؛ و در شبکه‌های HBO/Cinemax و سریال‌های بازی‌های سکسی مثل وگاس، تماس‌های شبانهٔ تلویزیون پلی بوی حاضر شده‌است. همچنین در شوهای هاوارد اشترن (به انگلیسی: Howard Stern Show The) و تام لیکیس (به انگلیسی: Tom Laykis) به صورت یک دختر تلفنی مهمان بوده‌است.
او در رادیو کی‌سکس (به انگلیسی: KSex) در شهر لس آنجلس ایالت کالیفورنیا برای مصاحبه و اجرای برنامه خدای فواره (به انگلیسی: Goddess of Gush) حاضر شده‌است. آن طور که در وب سایتش آمده این شو در سال ۲۰۰۶ کنسل شد.
سیتریا اولین فیلم سکس مقعدی (به انگلیسی: Anal Sex) خود را در سال ۲۰۰۶ با فیلم فاحشه‌های مقعدی سیتریا (به انگلیسی: Cytherea's Anal Whores) بازی کرد.

## زندگی شخصی
سیتریا در سالت‌لیک‌سیتی، یوتا زاده شد. او دو فرزند دارد و خود را دوجنسگرا توصیف می‌کند. وی پیشتر یک مورمون بود.

### هجوم به خانه
در ژانویه ۲۰۱۵ منزل سیتریا مورد حمله و سرقت قرار گرفت که شامل یورشی بی‌رحمانه و تعارض جنسی توسط سه مرد مسلح بود. ظاهراً این خانه به صورت تصادفی انتخاب شده بود. سیتریا، دو فرزند و همسرش همگی در آن موقع در منزل بودند. وی به صورت آنلاین شروع به جمع‌آوری کمک کرده تا بتواند دوباره روی پایش بایستد و گفته که توان کار کردن نداشته‌است.

## جوایز
- ۲۰۰۴. فستیوال XRCO: بهترین دختر اسپرم مالیده شده.
- ۲۰۰۵. فستیوال AVN: بهترین ستاره ریز نقش.